# Dolfi Müller

Dolfi Müller (1990)

Dolfi Müller (* 13. Mai 1955) ist ein Schweizer Politiker (SP). Er war von 2007 bis Ende November 2018 Stadtpräsident von Zug.
Er war Präsident der Stiftung Theater Casino Zug, der Stiftung der Freunde des Zuger Kunsthauses, der Kulturkommission, des Pensionskassenvorstands, des Stimmbüros, der Leitungsgruppe der Notorganisation, der Stiftung Spital Baar und der Stiftung Wildspitz. Als Stadtpräsident war Müller Nachfolger von Christoph Luchsinger (FDP), der das Amt seit 1999 innegehabt hatte. Nachfolger Müllers ist Karl Kobelt (FDP).
Im Zusammenhang mit einer Strafuntersuchung gegen den ehemaligen Zuger Stadtrat und Finanzvorstand Ivo Romer erhob das Magazin Die Weltwoche im Dezember 2012 Vorwürfe gegen Müller. Er habe von den mutmasslichen Veruntreuungen Romers gewusst und diese möglicherweise auch gedeckt. In der Folge untersuchte eine Parlamentarische Untersuchungskommission (PUK) die damaligen Vorgänge. Der Bericht der PUK wurde am 5. August 2014 vorgestellt. Dolfi Müller wurde darin weitgehend von den gegen ihn erhobenen Vorwürfen entlastet.
Dolfi Müller trägt die Titel lic. iur. und lic. oec. und besitzt ein Anwaltsdiplom. Er ist Lehrbeauftragter für Wirtschaft und Recht an der Kantonsschule Zug. Sein Heimatort ist Walenstadtberg. Müller ist verheiratet und hat zwei Kinder.